# Kněžice (kraj środkowoczeski)
Kněžice – gmina w Czechach, w powiecie Nymburk, w kraju środkowoczeskim. Według danych z dnia 1 stycznia 2013 liczyła 510 mieszkańców.